# Флаг Британских Виргинских Островов
Флаг Британских Виргинских островов — был принят 15 ноября 1960 года.
Это синий флаг с британским флагом и гербом Британских Виргинских островов со святой Урсулой и 12 горящих ламп.
Гражданским флагом является красный флаг с изображением герба Британских Виргинских островов. Красный флаг был в основном на бортах судов.
Губернатор Британских Виргинских островов имеет отдельный флаг. Это британский флаг с гербом Британских Виргинских островов. Эта конструкция похожа на флаги других управляющих британских заморских территорий.

## Другие флаги

Торговый флаг
Флаг губернатора
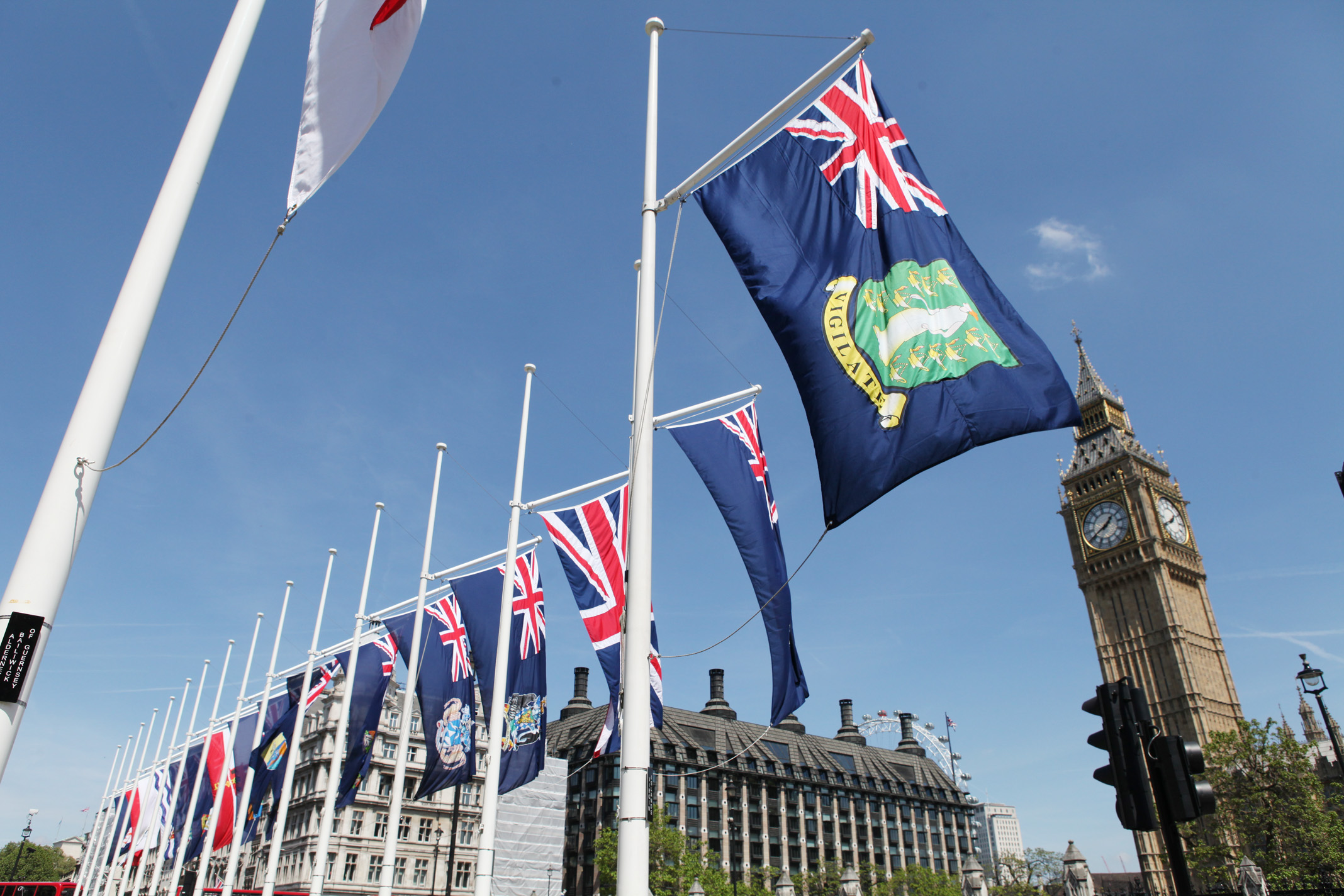